# Novo Mjesto
Novo Mjesto – wieś w Chorwacji, w żupanii zagrzebskiej, w mieście Sveti Ivan Zelina. W 2011 roku liczyła 147 mieszkańców.